# Славомір Менцен
Славомір Єжи Менцен (пол. Sławomir Mentzen; (20 листопада 1986 , Торунь, Республіка Польща ) — польський правий лібертаріанський політик, підприємець і податковий радник, голова партії Вольносьць та один із лідерів Конфедерації. Кандидат на посаду Президента Польщі в 2025 році.

## Ранні роки та освіта
Менцен народився в Торуні, Польща, здобув ступінь ліценціата з теоретичної фізики та ступінь доктора філософії з економіки в Університеті Миколая Коперника. Його докторська дисертація стосувалася питання державного боргу.

## Бізнес-кар'єра
Менцен керує декількома бухгалтерськими конторами та є власником фірми податкового консалтингу, а також мисливської крамниці. Він є членом Торгово-промислової палати в Торуні та Національної палати податкових консультантів. 20 листопада 2020 року розпочав виробництво свого фірмового крафтового пива під назвою «Browar Mentzen».

## Політична кар'єра
Менцен розпочав свою політичну кар'єру у 2007 році, приєднавшись до Унії реальної політики. Проте невдовзі він припинив свою партійну діяльність та вирішив повернутися в політику після успіху Павла Кукіза у 2015 році, коли намагався потрапити до виборчих списків партії Kukiz'15.
У 2017 році Менцен був обраний заступником голови партії Януша Корвіна-Мікке Вольносьць, яка тоді ще називалася KORWiN. Він уже обіймав важливі функції в партійних структурах, оскільки був президентом Торунського округу та головою наукової ради партії. На місцевих виборах 2018 року балотувався на постмера Торуня, посів п'яте місце з 3,94 % голосів. У 2022 році став новим головою партії Вольносьць після відходу Корвін-Мікке.

### Суперечливі заяви
У 2019 році, перед виборами до Європейського парламенту 2019 року, висміюючи «П'ять пунктів ПіС», Ментцен прочитав суперечливу лекцію про політичний маркетинг, у якій він проголосив неофіційні так звані «П'ять пунктів Конфедерації» наступним чином: «Ми не хочемо євреїв, гомосексуалів, абортів, податків і Європейського Союзу».

## Критика
27 лютого 2025 внесений у реєстр «Миротворець» за розпалювання міжнаціональної ворожнечі, участь в актах гуманітарної агресії проти України, поширення російської пропаганди, рашизму, антисемітизму, участь в антиукраїнських пропагандистських заходах, посягання на суверенітет і територіальну цілісність України.

## Особисте життя
Менцен одружений і має трьох дітей. Він має німецьке коріння через прадіда.